# Philipp Harfst
Philipp Harfst (* 1973) ist ein deutscher Politikwissenschaftler mit dem Forschungsschwerpunkt Vergleichende Politikwissenschaft.

## Leben
Harfst studierte Politikwissenschaft in Göttingen, an Sciences Po und am Otto-Suhr-Institut der Freien Universität Berlin. Nach dem Abschluss des Studiums als Diplom-Politikwissenschaftler im Jahr 2000 war er wissenschaftlicher Mitarbeiter am Institut für Sozialwissenschaften der Heinrich-Heine-Universität Düsseldorf (2001–2003) und am Zentrum für Demokratieforschung der Leuphana Universität Lüneburg (2003–2008). In Lüneburg promovierte er 2007 mit einer Dissertation zum Thema „Wahlsystemwandel in Mittelosteuropa: strategisches Design einer politischen Institution“ bei Ferdinand Müller-Rommel und Bernhard Weßels.
2009 übernahm er eine Juniorprofessur für Methoden der Politikwissenschaft und das politische System der Bundesrepublik Deutschland am Institut für Politik- und Kommunikationswissenschaft der Universität Greifswald, das er von 2009 bis 2011 als Geschäftsführender Direktor leitete. Nach dem Ende seiner Zeit als Juniorprofessor (erfolgreiche Zwischenevaluation im Juni 2011) in Greifswald im September 2015 übernahm Harfst verschiedene Gast- und Vertretungsprofessuren, 2017/18 war er als Senior Scientist in der Abteilung Politikwissenschaft der Universität Salzburg beschäftigt. Zum Wintersemester 2019/20 übernahm Harfst von Michael Koß, der inzwischen zum Professor für das Politisches System der Bundesrepublik Deutschland und der Europäischen Union an der Leuphana Universität in Lüneburg berufen wurde, die Vertretung der Professur für Politische Systeme und Systemvergleich am Institut für Politikwissenschaft der Technischen Universität Dresden. Die Professur in Dresden war nach der Emeritierung von Werner J. Patzelt unbesetzt und wurde von Harfst bis September 2021 vertreten, ehe Marianne Kneuer dem Ruf an die Technische Universität Dresden folgte. Zum Oktober 2021 wechselte Harfst an das Institut für Politikwissenschaft der Georg-August-Universität Göttingen.
Harfsts Forschungsarbeit widmet sich den Bereichen Vergleich politischer Institutionen, dem Wandel von Institutionen und dessen Folgen sowie der vergleichenden Wahlforschung. Forschungsaufenthalte absolvierte Harfst 2013/14 am Canada Chair for Electoral Studies von André Blais an der Universität Montreal, am Ecole Normale Supérieur/École d’Économie de Paris (2014), am Centre d’Etudes Européennes des Institut d’études politiques Paris (2015) und am Institut d’Etudes Politiques Grenoble (2016).

## Schriften (Auswahl)
- Regierungsstabilität in Osteuropa: der Einfluss von Parlamenten und Parteien. Wissenschaftszentrum Berlin für Sozialforschung, Berlin 2001.
- Wahlsystemwandel in Mittelosteuropa: strategisches Design einer politischen Institution. Verlag für Sozialwissenschaften, Wiesbaden 2007, ISBN 978-3-531-15479-4.
- zusammen mit Ina Kubbe und Thomas Poguntke: Parties, Governments and Elites: The Comparative Study of Democracy. VS Springer, Wiesbaden 2017, ISBN 978-3-658-17446-0.
- zusammen mit Claudia Wiesner: Legitimität und Legitimation: Vergleichende Perspektiven. VS Springer, Wiesbaden 2019, ISBN 978-3-658-26558-8.